# Winters (Texas)
Winters je město v okrese Runnels County ve státě Texas ve Spojených státech amerických. V roce 2010 zde žilo 2 562 obyvatel. S celkovou rozlohou 7,6 km² byla hustota zalidnění 420 obyvatel na km².

## Geografie
Winters se nachází na 31°57′32″ s. š., 99°57′32″ z. d.. Nachází se přibližně 66 km jižně od Abilene a 84 km severovýchodně od San Angelo.